# Dragons' Wrath
Dragons 'Wrath es una novela de Justin Richards de Virgin New Adventures protagonizada por la arqueóloga ficticia Bernice Summerfield (ISBN 0-426-20508-1). New Adventures se basó en la serie de televisión británica de ciencia ficción Doctor Who. Dragons 'Wrath fue la segunda New Adventures con solo Bernice después de que Virgin perdiera la licencia para publicar ficción original de Doctor Who.
La novela presenta a los Caballeros de Jeneve, una rama en el futuro lejano del Grupo de Trabajo de Inteligencia de las Naciones Unidas, una organización ficticia de la serie de televisión Doctor Who con sede en Ginebra, aunque esto no se hace explícito por razones de derechos de autor.

## Argumento
Bernice conoce al señor del tiempo, Irving Braxiatel, y pronto se ve envuelta en la búsqueda de un ladrón de joyas que busca un artefacto raro.

## Adaptación en audio
En 2000, Dragons 'Wrath fue adaptado por Big Finish Productions en un drama de audio protagonizado por Lisa Bowerman como Bernice. Esta fue la última de las New Adventures de Virgin en ser dramatizada de esta manera; Los audio dramas subsiguientes de Big Finish sobre Bernice fueron todos trabajos originales. La adaptación fue de Jacqueline Rayner, quien adaptó la mayor parte de esta primera serie de audios de Benny. Richard Franklin, mejor conocido como el actor que interpretó al Capitán Mike Yates en Doctor Who, hace acto de presencia.

### Elenco
- Bernice Summerfield — Lisa Bowerman
- Romolo Nusek — Richard Franklin
- Mappin Gilder — Gary Russell
- Dr Nicholas Clyde — Nigel Fairs
- Dr Truby Kamardrich — Jane Burke
- Librarian Reddick — Jez Fielder